# Guépratte (1999)
Guépratte – francuska fregata rakietowa typu La Fayette należąca do marynarki wojennej Francji. Swoją nazwę okręt otrzymał na cześć admirała Paula Émile’a Amable’a Guépratte’a.
Fregata została zbudowana w 1999 roku jako ostatni okręt tego typu przeznaczony dla francuskiej marynarki. Oficjalnie okręt wszedł do służby w 27 października 2001 roku. W skład załogi wchodzi dwadzieścia pięć kobiet (jest to jedyna fregata tego typu, na którym służą kobiety), a od stycznia 2016 jednostka ta jest pierwszym okrętem francuskiej marynarki dowodzonym przez kobietę
Główną bazą domową okrętu jest śródziemnomorski port Tulon na południu Francji.

## Uzbrojenie
Okręt jest uzbrojony w wyrzutnie pocisków przeciwlotniczych Crotale oraz przeciwokrętowych Exocet. Oprócz tego fregata jest wyposażona w działo kaliber 100 mm oraz dwa działka kaliber 20 mm. Wsparcie lotnicze zapewnia jeden śmigłowiec którym najczęściej jest model Eurocopter Panther lub NHI NH90.

## Galeria

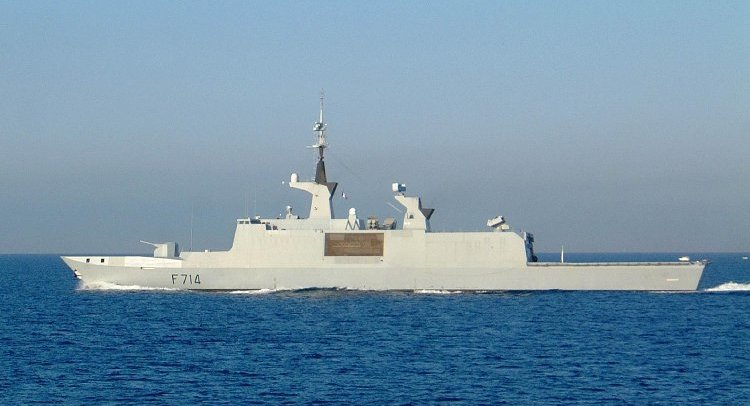